# Кодач
Кодач — деревня в Троицко-Печорском районе республики Коми в составе сельского поселения Митрофан-Дикост.

## География
Находится на левом берегу реки Печора на расстоянии примерно  50 километров по прямой от поселка Троицко-Печорск на север-северо-запад.

## Климат
Климат умеренно-континентальный, лето короткое и умеренно-прохладное, зима многоснежная, продолжительная и холодная. Среднегодовая температура -1.2 градусов С, при этом средняя температура января равна -18 градусов С, июля 16 градусов С. Продолжительность отопительного периода равна 254 суткам при среднесуточной температуре -7,40 градусов С. Устойчивый снежный покров образуется в среднем в 26 октября и продолжается до 14 мая. Средняя высота снежного покрова за зиму незащищенных участков – 74 см, максимальная – 116 см, минимальная – 38 см.
Часовой пояс
Деревня Кодач находится в часовой зоне МСК (московское время). Смещение применяемого времени относительно UTC составляет +3:00.

## История
Упоминается с 1881 года как починок Кодачдикост. Нынешнее наименование фигурирует с 1956 года. Население деревни росло до 1970 года (170 человек), потом началось неуклонное снижение.

## Население
Постоянное население составляло 31 человек в 2002 году (коми 100%), 13 человек в 2010 году.